# David y Goliat (película de 1960)
David y Goliat ( italiano : David e Golia ) es una película italiana de 1960 dirigida por Ferdinando Baldi y Richard Pottier con secuencias filmadas en Israel y Yugoslavia.
Estuvo protagonizada por Orson Welles, Ivica Pajer como David, Hilton Edwards y la participación de Aldo Pedinotti (acreditado como Kronos) como Goliat.

## Trama
El profeta Samuel predice que un nuevo rey gobernará Israel para consternación del rey Saúl y su primo y comandante en jefe Abner . El rey Saúl ha tenido una racha de mala suerte desde el cautiverio filisteo del Arca y teme al recién llegado pero no sabe quién será el nuevo rey.
El confiado pastor David visita Jerusalén donde es identificado como el rey. Abner decide poner a prueba su sabiduría preguntando cómo pueden los israelitas eludir el edicto impuesto por los filisteos de que los únicos que pueden portar armas legalmente en el Israel derrotado son los oficiales de la corte de Saúl y su guardia de palacio . David responde que los filisteos no han puesto límite al número de oficiales o guardias de palacio.
Mientras tanto, el rey Asrod de los filisteos trama otro ataque a las riquezas de Israel, esta vez acompañado del temible gigante Goliat.

## Reparto
- Orson Welles como el Rey Saul
- Ivica Pajer como David.  acreditado como Ivo Payer.
- Hilton Edwards como el Profeta Samuel
- Massimo Serato como Abner
- Eleonora Rossi Drago como Merab
- Giulia Rubini como Michal
- Pierre Cressoy como Jonathan
- Furio Meniconi como Asrod, Rey de los Filisteos
- Aldo Pedinotti acreditado como "Kronos" es Goliath[2]
- Dante Maggio como Cret
- Luigi Tosi como Benjamin de Gaba
- Umberto Fiz como Lazar
- Ugo Sasso como Huro

## Lanzamiento
La película se estrenó en Italia el 22 de enero de 1960. En Estados Unidos fue distribuida por Embassy Pictures el 28 de mayo de 1961; en la versión estadounidense se cortaron 18 minutos de escenas por razones nunca explicadas.